# جنبش مقاومت لهستان در جنگ جهانی دوم
جنبش مقاومت لهستان در جنگ جهانی دوم که در راس آن ارتش میهنی قرار داشت، بزرگ‌ترین جنبش مقاومت در کل اروپای اشغالی را شامل می‌شد. مقاومت لهستان نقش پر رنگی در خرابکاری مسیرهای تدارکاتی آلمان نازی در جبهه شرق داشت. این نیرو بیشتر از هر یک از دولت‌ها یا جنبش‌های اروپایی طی جنگ جهانی دوم، یهودیان را از هولوکاست نجات داد و اطلاعات محرمانه ذی‌قیمتی را به بریتانیا می‌رساند. جنبش مقاومت لهستان بخشی از دولت زیرزمینی لهستان بود.